# Šakkan
Šakkan es un dios babilónico y acadio de los rebaños y las bestias salvajes. También fue conocido como Šakka, Amakandu, Sumuqan o Sumugan. Aparece en la Epopeya de Gilgamesh y en el Poema de Erra, por citar algunos ejemplos.
Aparece frecuentemente en pareja con Ashnan, diosa del grano, por lo que se le asocia también a Lahar, dios sumerio del ganado (aunque también podría ser una diosa). Sin embargo en poemas como Lahar y Ashnan (o también conocido como La disputa entre el ganado y el grano) aparece nombrado también Šakkan/Sumugan como si fuera una entidad diferenciada.
Como Sumuqan fue conocido como "rey de la montaña" (en Enki y el orden del mundo) y fue el dios al cargo de la vida vegetal y animal (el ganado) en la estepa (é.din) de Súmer. El vestido del dios era su piel y su alimentación parecida a la de las bestias, por lo que se comparaba con la fase primitiva de los seres humanos, cuando se alimentaban con hierba y andaban sobre manos y pies.